# Fonuaʻoneʻone
Fonuaʻoneʻone (auch: Fanua-one-one, Femuaomeone) ist eine unbewohnte Insel in der tonganischen Inselgruppe Vavaʻu.

## Geographie
Fonuaʻoneʻone ist ein Motu im Süden von Vavaʻu. Sie liegt zwischen Fangasito und Lua a Fuleheu.

## Klima
Das Klima ist tropisch heiß, wird jedoch von ständig wehenden Winden gemäßigt. Ebenso wie die anderen Inseln der Vavaʻu-Gruppe wird Fonuaʻoneʻone gelegentlich von Zyklonen heimgesucht.